# أميليا روسيلي
أميليا روسيلي (بالإيطالية: Amelia Rosselli)‏ هي مترجمة وكاتِبة وشاعرة إيطالية، ولدت في 28 مارس 1930 في باريس في فرنسا، وتوفيت في 11 فبراير 1996 في روما في إيطاليا بسبب سقوط. .ألقت بنفسها من نافذة مسكنها في روما لتلقي حتفها فورا. وتعد اميليا من أبرز الشاعرات الايطاليات المعاصرات، وهي ابنة المناضل الإيطالي كارلو روسيلي الذي عٌرف بمحاربته الفاشية، واغتيل مع شقيقه في فرنسا عام 1937م بإيعاز من ديكتاتور إيطاليا الأسبق موسوليني.

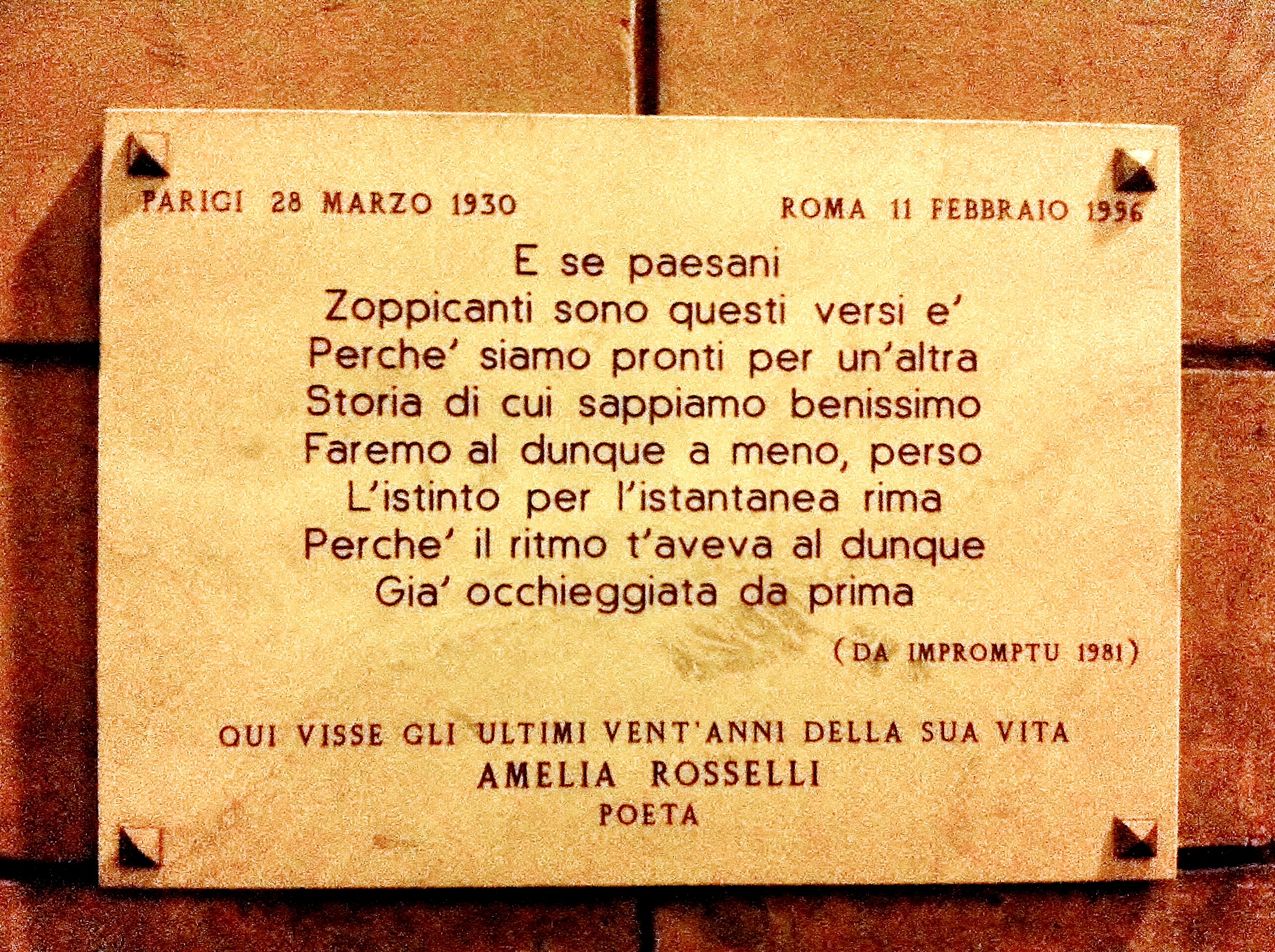
لوحة مخصصة للشاعرة في المنزل الروماني في فيا ديل كورالو، في ريون باريون، حيث قضت العشرين سنة الأخيرة من حياتها، حيث انتحرت عام 1996.
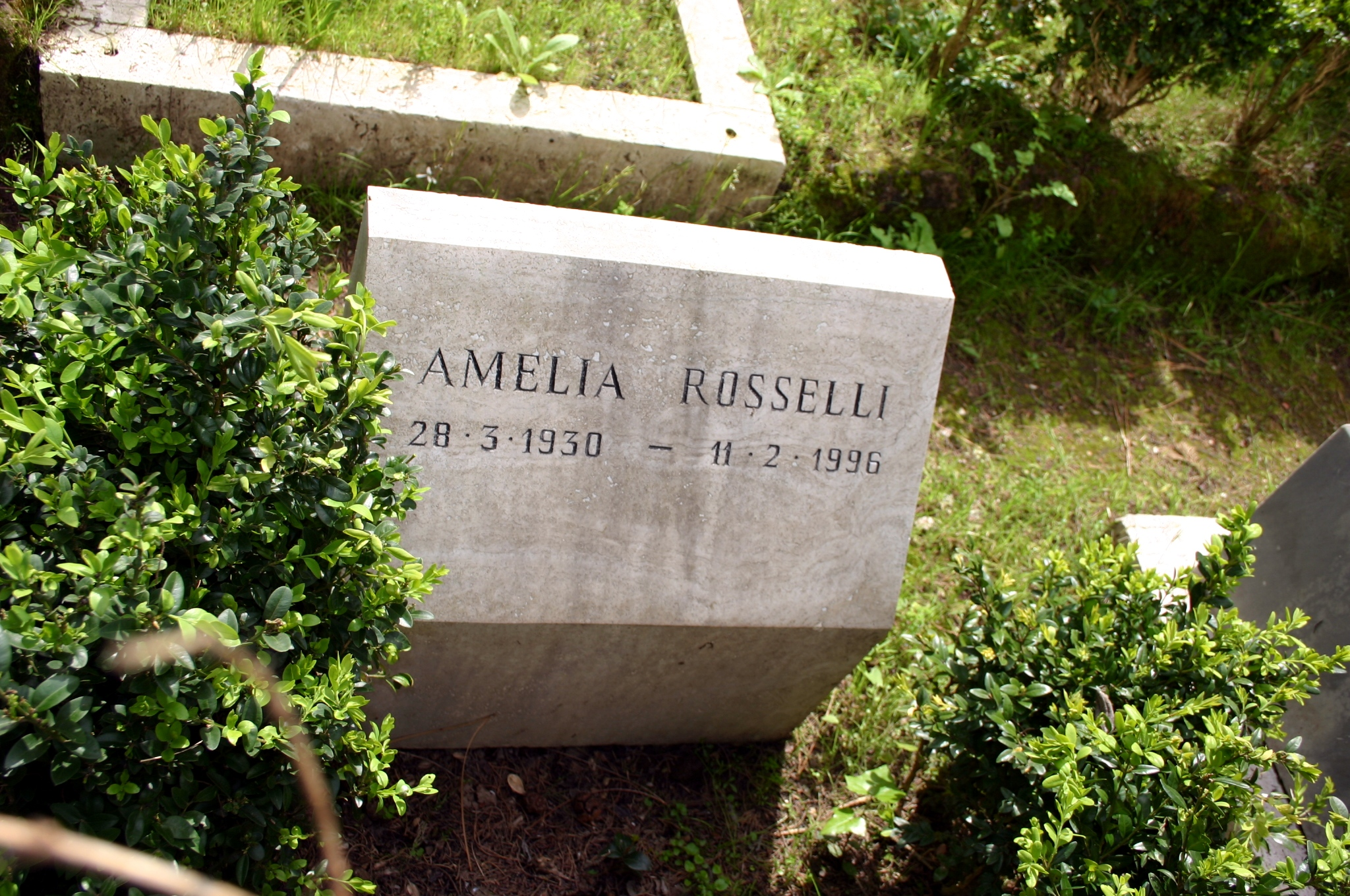
قبر أميليا روسيلي في المقبرة غير الكاثوليكية في روما.